# Union des blessés de la face et de la tête
L'Union des blessés de la face et de la tête, abrégée UBFT, est une association créée en 1921 pour favoriser l'aide médicale et psychologique aux soldats de la Première Guerre mondiale dont les gueules cassées. Elle est connue du grand public pour avoir été à l'origine de la création de la loterie nationale qui sera plus tard absorbée par la Française des jeux.

## Création

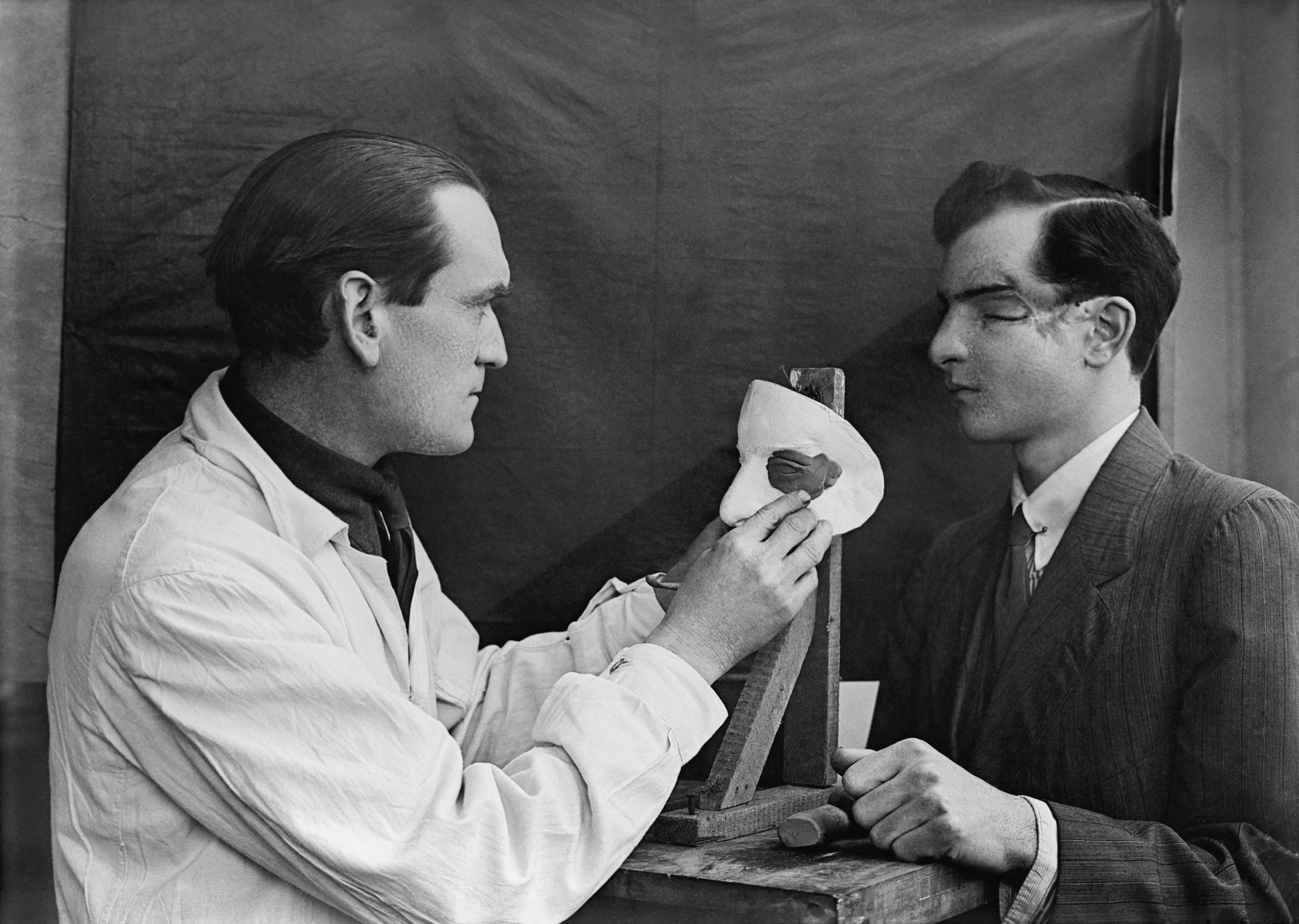
Francis Derwent Wood confectionnant un masque pour un soldat britannique.

Parmi les diverses conséquences de la Première Guerre mondiale, les séquelles physiques et psychologiques des soldats ayant participé aux combats sont restées dans la mémoire collective : soldats défigurés par les armes portant des prothèses faciales pour cacher leur visage meurtri.
En 1921, trois anciens soldats Albert Jugon, Bienaimé Jourdain et le colonel Picot fondent une association pour aider ces soldats mutilés. Ils choisissent alors de s'appeler les « gueules cassées » et adoptent également une devise : « Sourire quand même. »
En 1933, ils relancent la loterie nationale, tombée en désuétude, sous le nom Dixièmes de la Loterie nationale.

## Activités actuelles
Au XXIe siècle, plus d'un siècle après sa création, l'association fournit une assistance morale et matérielle aux militaires blessés au combat, en OPEX, aux policiers et gendarmes, ainsi qu'aux pompiers blessés en service, victimes civiles d’attentats, atteints de blessures au visage ou à la tête.
L’association assure aussi un entretien de la mémoire des sacrifices consentis pour la France.

## Financement
L’association est principalement financée à travers ses actions dans la Française des jeux (10,42% du capital en octobre 2024,) dont elle est le second actionnaire, après l’État.